# Martino Longhi den äldre

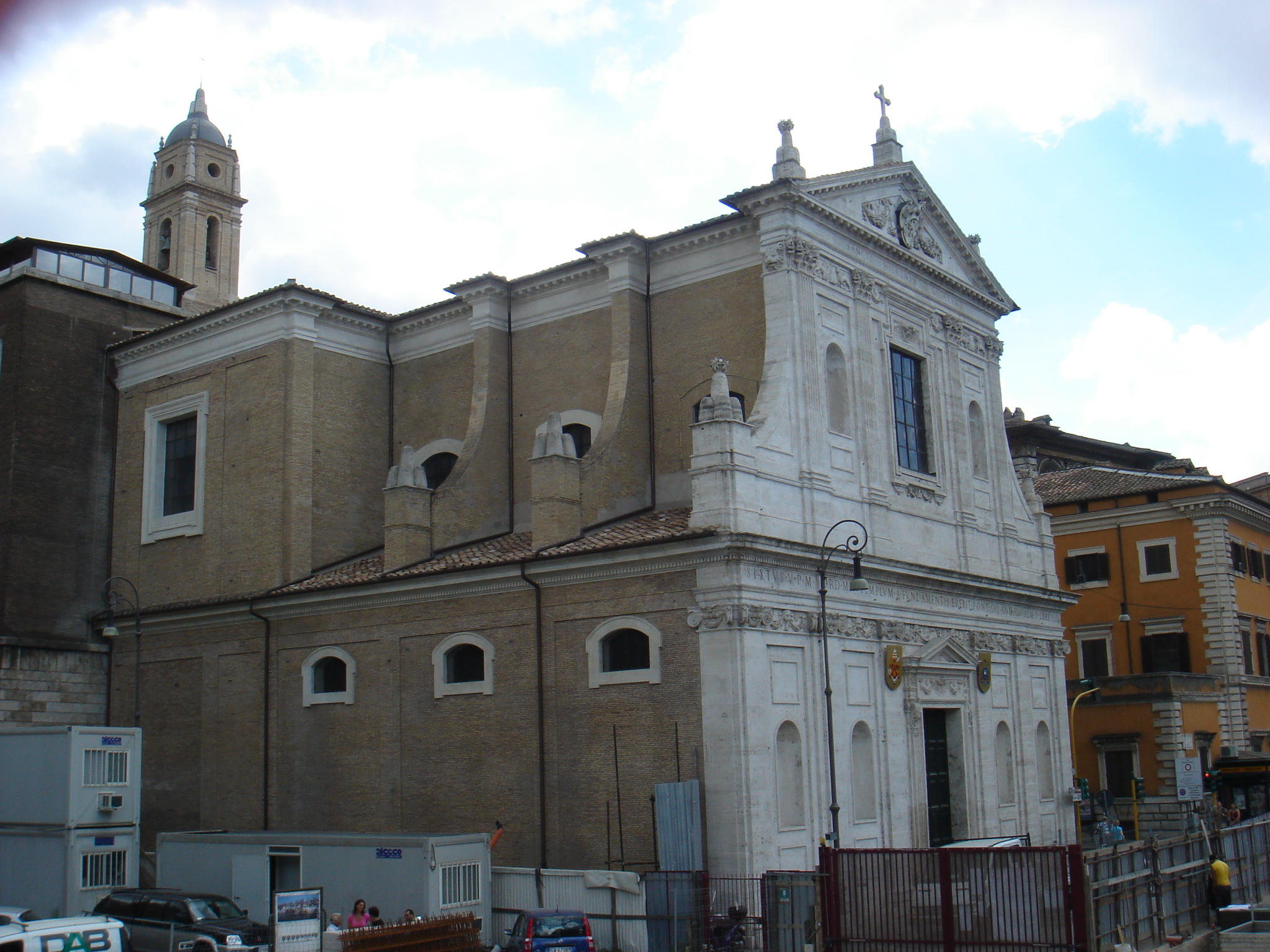
San Girolamo degli Schiavoni.

Martino Longhi, även Lunghi, född 4 april 1534 i Viggiù, död 6 november 1591 i Rom, var en italiensk arkitekt. Han var far till Onorio Longhi och farfar till Martino Longhi den yngre.
Longhi var en av Italiens främsta arkitekter under den begynnande senrenässansen. Han arbetade främst i Rom, där han bland annat ritade tornet på senatorernas palats på Capitolium 1579, kyrkorna San Girolamo degli Schiavoni och Santa Maria in Vallicella samt Palazzo Borghese, med gårdens två öppna kolonngångar, den nedre dorisk, den övre jonisk.